# 本間宗久
本間 宗久（ほんま そうきゅう〈むねひさ〉、享保9年（1724年） - 享和3年（1803年））は、江戸時代の米商人。出羽国庄内藩（現在の山形県酒田市）出身。酒田人名録では「本間古作」。通称を久作という。酒田・大坂・江戸での米の商いで莫大な富を得たとされる。後に米沢藩の上杉鷹山を補佐した酒田の豪商・本間光丘は甥。大坂・堂島の相場師・牛田権三郎と並び称される。

## 経歴
1724年、出羽庄内（現在の山形県酒田市）で生まれる。酒田人名録によると酒田の富豪「新潟屋」の本間久四郎光本の三男、古作。通称は久作である。
16歳の時、将軍・徳川吉宗の頃の江戸へ行き、見聞を広める。江戸からの帰省後、酒田にて米相場での投機を父・光本に進言するが、父から「商いの正道ではない」と拒否される。
父の死後、後を継いだ長兄の光寿は数年で隠居してしまう。光寿は「新潟屋」の次の跡継ぎとして子・光丘を指名し、家業修行のため播州姫路の「奈良屋」へ手代奉公として出向させる。そして、光丘の留守の間は久作が「新潟屋」の代理の主として店の経営をすることになる。
久作は「新潟屋」の店の資金を元手にして、酒田の米相場で投機を行い、大成功する。そして、一躍「新潟屋」を数万両単位で増資して店を大きくする。その後、光丘が姫路から帰郷し「新潟屋」の主となるが、この時、経営方針を巡って光丘と久作は激しく対立し、光丘は叔父甥の縁を切って久作を店（たな）から追放する。そして久作が米相場の投機で得た資金の多くを防砂林等の公共事業に寄付してしまうのである。
久作は酒田を出て江戸で米相場の投機を行うが、うまく行かずに大失敗し破産する。その後、失意の中で帰郷しもう一度体勢を立て直し、今度は当時「天下の台所」と呼ばれ江戸以上に大きな市場であった大坂で、米相場の大勝負を行う。この時は江戸での失敗を教訓に、米相場の動きを的確に読み、大きな利益を得て大成功する。この時、久作は「出羽の天狗」と周囲から称されたという。
酒田に戻り、大坂で得た利益で再度商いを始めるが、相変わらず光丘からは縁を切られたままであった。
50歳になり名を宗久と改め江戸へ移り、ここでも米相場で大成功する。その後、多額の身代を作り、また長い間対立していた光丘とも和解する。その後は江戸で新潟屋の現物米の商いと諸藩への貸付を行い、莫大な財産を手にしたという。
宗久は酒田の米を売り本間家の勃興を側面から支えた。その活躍ぶりは、「酒田照る照る、堂島曇る、江戸の蔵米雨が降る」「本間さまには及びもないが、せめてなりたや殿様に」といった唄が流行るほどであったという。妻は新堀村加藤勘右衛門の娘であったが、子がなかったため妻の兄弟を養子にした。

## 投資手法
本間宗久は酒田五法を考案し、ローソク足の考案者であると言われる。しかし、堂島の米市場（堂島米会所）が官許となったのが1730年（享保15年）であり、取引形態が整備されたのは彼の死後と推測され、考案者であることは疑わしいとされる。政商や酒田の大商人の家系から幕府と敵対的な相場には参加すらしなかったのではないかという説まである。また、遺訓とされるものや「本宗莫那剣」「三昧伝」さえ原本の存在が疑われ、「宗久翁秘録」「酒田戦術詳解」「本間宗久相場三昧伝」といった書物が宗久の手になるものとして現在に伝わるが、明治初め以降にまとめられたものとの説もある。
しかし、現在ではこれらの手法が一般に本間宗久が考案したものと信じられ紹介されている。当時の大阪は「天下の台所」と称されるほどの全国の米が集まる先駆的な先物市場であり、堂島（大阪）、蔵前（江戸・東京）の米会所では、後のチャールズ・ダウと並んでテクニカル分析が行われていた。彼の生きた時代から200年以上がたった今も、なおその基本的な手法が「宗久が考案した酒田罫線法」として伝わり、株式相場や商品先物相場などの投機の世界で相場の指標を求める手段として国境を超えて活用されている。

## 本間宗久が登場する作品
- 秋山香乃著 『天狗照る 将軍を超えた男－相場師・本間宗久』 祥伝社  2012年10月11日発売 ISBN 978-4-396-63402-5